# シュヴァルツシルト (ゲーム)
Schwarzschild（シュヴァルツシルト）は工画堂スタジオがリリースしている架空の世界の宇宙戦争を題材にしたウォー・シミュレーションゲームである。
本シリーズは1988年12月9日に第一作である『狂嵐の銀河 Schwarzscild』がリリースされて以降、2003年11月7日にリリースの最新作『Schwarzscild V 〜真皇誕生〜』まで15年の間シリーズ展開されてきた。なお、2009年6月には本シリーズの新作を出す計画があったものの実現できなかった。この顛末について工画堂スタジオ社長（2021年当時）の谷逸平は、電ファミニコゲーマーとのインタビューの中で、営業スタッフを通じて開発チームから受け取ったテスト版を試遊した際、シリーズのルールから乖離していたため問いただしたところ、開発スタッフが谷に無断でルールを変えたことが判明したためお蔵入りに至ったと説明している。また、この事案は工画堂スタジオのソフト部門再編のきっかけとなった。

## 特徴

### シナリオシミュレーション
1980年代、コンピューターゲーム業界ではウォー・シミュレーションゲームが一つのブームとなっていた。当時のウォー・シミュレーションゲームは勝負の趨勢がゲーム進行の序盤から中盤で決してしまう物が多く、プレイヤーにとってゲームの終盤は盛り上がりに欠けた単なる作業になりがちであった。
こうした風潮の中、工画堂が『Schwarzschild』をリリースした際に銘打った「シナリオシミュレーション」というジャンルはこのウォー・シミュレーションが抱える欠点に対する一つのアプローチであると言える。プレイヤーが選択できる国家や攻略ルートは他製品に比較して大きく制限を加えられている代わりに、クラーリンの出現に代表されるシナリオの存在によって、起承転結の伴ったゲーム展開をプレイヤーは楽しむことができる。

### 亜空間移動
シリーズによって「空間跳躍」「（パッシブ）ジャンプ」などとも呼ばれているシステム。いわゆるワープを示している。このゲームにおける戦闘単位である「艦隊」は自国が占領している星には物理的距離を無視して瞬間移動することが可能である。この結果機械もプレイヤーも補給線や生産拠点などの管理をする必要がなくなり、前線での戦闘管理に注力することができる。またシリーズ最初期の『I』、『II』では戦闘フェイズに突入すると惑星戦、艦隊戦、要塞戦の全てケースにおいて（同盟国に援軍要請していれば同盟国艦隊も含めて）全艦隊が戦場に集結するため、後詰めの援軍の用意すら必要なかった。これは現在と比較して非常に能力の低かったハードウェアを生かそうとしたゲームデザインである。そして同時に（ゲーム難易度で利点が相殺される場合も多かったが）シミュレーション初心者にも入り込みやすい間口の広さを提供した。ただし、一方で前線だけを管理すればいいゲームデザインは熟練したプレイヤーにとっては単調になりやすく、亜空間移動を完全に廃止したり(『X』)、移動距離に制限をつけた(『Z』)タイトルもある。

### イントラーダ
パッケージ内についてくる小冊子に描かれているエピソード。イントラーダとはイタリア語で序奏・開幕等という意味を持つ。
墓地惑星ゴルゴダに訪れたマリア・ヤングリーフと始皇帝クレアと名乗る霊的存在の邂逅を描いた物であり、マリアは彼との交感によって世界の謎の一端に触れる。神話のような曖昧な表現が特徴で、イントラーダにはゲーム本編や別の版のイントラーダと食い違う描写もまま見られる。
『Schwarzschild』はシリーズ開始当初、ゲーム内の固有名詞に社員の名前をそのまま使ったり、実在の国から取って来たりと非常におおらかな、言い換えればいい加減な世界設定を行っていた。その一方でイントラーダの内容は詳細に設定されており、温度差が大きい。これには次のような理由がある。
『Schwarzschild』と同年に工画堂から発売されたロールプレイングゲーム『アルギースの翼』には200ページもの小冊子「翼竜の書」が付属していた。またアルギースの翼の前作にあたる『覇邪の封印』においては世界地図が付属していた。これらは単なる販促物ではなくマニュアルプロテクトとしての機能を持ち合わせていた。工画堂は当時のゲーム製作において、販促物としても十分作りこんだマニュアルプロテクトを付属する方針を設定していた。イントラーダはその方針が土壌となって生まれたものである。
「イントラーダ」は「翼竜の書」の系譜に連なる物であるが、マニュアルプロテクトとしての性質は持っていない純粋な読み物である。

## シリーズ
Schwarzschildシリーズには正伝と呼ばれているシリーズと外伝と呼ばれているシリーズがある。原則としてIからVの番号を打たれているナンバリングタイトルが正伝であり、アルファベットが打たれているタイトルが外伝である。
またコンシューマーゲーム機でリリースされたタイトルはこの命名法則には従わない。正伝ではないのでこれらも外伝と捉えることは可能だが、この項目では別途紹介する物とする。

### 正伝シリーズ
工画堂スタジオの開発部署である「ねこさんちーむ」によって製作されたシリーズであり、『覇邪の封印』を手掛けた阿賀信宏がディレクターを務めた。『IV』製作後ねこさんちーむは工画堂スタジオ内の組織再編成のために消滅しており、『V』の製作はDeep-Blueシリーズ等を手がけた有限会社くまさんちーむにおいて行われている。

#### 狂嵐の銀河 Schwarzschild
ジロ星団を舞台とした第一作。1988年12月9日発売。弱小国家のサンクリ星国の国力を高め、星団統一することが当初提示される目的であるが、真の目的は突如出現したクラーリン要塞を殲滅することである。クラーリンが出現するまではいかに艦隊能力、艦船能力を高めるかがゲームの鍵であり、クラーリン出現後は、いかにクラーリンの侵攻を阻止しながら対クラーリン用艦船を開発するかが鍵である。序盤において、敵国の援助を受けている反乱星の鎮圧というかなり重い条件をクリアする必要がある（なおPC-88,MSX2版では、この序盤の難易度が大幅に下げられている）。2025年5月15日より、Nintendo Switchにて『EGGコンソール シュヴァルツシルト 狂嵐の銀河 PC-9801』のタイトルでPC-9801版の配信が開始。

#### Schwarzschild II 帝国ノ背信
1989年に発売されたソマリ星系を舞台とした第二作。基本的な流れは第一作と同じであり、序盤と終盤に難局が控えている。第一作との違いは、艦船が対艦隊戦用（F1 - F8型）と惑星戦用（B1 - B8型）に分離したこと、各国元首のCGが追加されたこと（ただしPC-88,MSX2版では第1作時点で各国元首のCGがあった）、戦闘アニメがワイヤーフレームになったこと（別に3次元計算によって当たり判定を行っているわけではない）等である。なお、前作をクリアした時点で表示されるパスワードを入力すれば、序盤が楽になるおまけがあった。
あらすじ
大銀河シュヴァルツシルトの辺境にあるソマリ星系では長年穏やかな状態が続いてきたが、この星系に属する二国家間にてレアメタルを巡る衝突が起きた。この二国の近くにあったオーラクルムの国王が仲介に立ち、衝突が解決に向かおうとした矢先、凶弾に倒れ帰らぬ人となる。皇太子アルシオンは留学先から帰国し、自ら元首となる。
2018年12月11日にはMSX2版がプロジェクトEGGにて配信された。

#### Schwarzschild III 惑星デスペラン
1992年9月8日発売。マルチプラットフォームで展開していたシュヴァルツシルトシリーズだったが、今作は単一プラットフォームでPC-9801VM以降（CPUがV30以上）のみ。湾岸戦争をモチーフとした作品であり、また影響を強く受けている。主人公が味わう悲劇はバッドエンディングと呼ぶに足るもので、当時の世界的な厭戦感を表現している。一方でやや軽い扱いながらもシナリオに沿わずに全国家と戦争を行い侵略を繰り返す「覇王ルート」というものも存在する。ただしその場合は簡易エンディングとして猫が登場したり、イベントで手に入るはずの物が手に入らないなど正規ルートでないことが強調されていた。1999年11月5日に『Schwarzschild III TRUTH』と改題され、Windows用ソフトとして移植されるが、オリジナルである『惑星デスペラン』にあった戦艦解説が省略されており不評を喫した。『Schwarzschild III TRUTH』は2002年2月8日にメディアカイトGreat Seriesにて再発売され、これはMicrosoft Windows XPまで対応している。2006年04月07日に発売された『III』と『IV』のセット移植である『Schwarzscild III+IV -DETHPERANT- -CRADLE END-』においては戦艦解説が復活している。『V』発売以前では一番古い時代を取り扱っており、「グラフツゥラー」をシリーズ共通の主人公と見た場合の序章的作品でもある。

#### Schwarzschild IV THE CRADLE END
1993年4月2日発売。プラットフォームはPC-9801VX以降（CPUが80286以上）とFM TOWNS。シリーズ全体の主人公とも言えるクレア=ヤングリーフが登場する初の作品である。
システムの特徴として、外交に対してプレイヤーが積極的に関与できることが上げられる。資金を他国に供与することで、その国から自国への印象度を上昇させることができ、印象度操作によって敵性国家さえも自分側の陣営に引き込むことが出来る。
この外交は非常に強力であるため、ゲームクリアのための手段と捉えるとゲームのバランスを崩しているという批判がある。一方で多数の国家を味方につければ難易度が下がり逆に敵に回せば難易度が上がる外交は、『III』に存在した通常ルートと覇王ルートという二つのルートを更に細かく分割したプレイヤー主体の難易度調整のためのシステムとも考えることができる。
2000年2月25日に『翳る銀河 Schwarzschild IV』と改題されwindows用ソフトとして移植される。これはMicrosoft Windows 2000以降には対応していなかったが、後に『III』とカップリングされた『Schwarzscild III+IV -DETHPERANT- -CRADLE END-』ではMicrosoft Windows XPまで対応している。
なお、THE CRADLE END（揺籃期の終わり）というサブタイトルはChildhood's End（幼年期の終り）のパロディである。

#### Schwarzschild V 真皇誕生
2003年11月7日に発売された正伝第5作。
前作『F』から数百年前の世界を舞台に、第1次銀河文明を統べるグライムス・ブレットローズの皇子ネイハムと「銀河帝国領辺境防衛機構」（ブルーインヴァルド）の戦いを描いている。正伝『I』〜『IV』、および全ての外伝とは全く違う内容となっているが、登場人物の名称や人物設定、出てくる戦闘艦や機動要塞などの設定がこれまでの正伝および外伝との繋がりを感じる設定となっている。

特典として『狂乱の銀河シュヴァルツシルトI＆II』（PC-9801版）のエミュレータバージョンを収録した，プレミアムエディションCDが同梱されている。2008年4月25日には、特典を除いた普及版が発売された。

### 外伝シリーズ

#### Schwarzschild EX 鉄鎖の星群
開発工画堂、販売NECインターチャネルという体制で作成された外伝シリーズ1作目で1995年に発売された。プラットフォームはPC-9821シリーズ。谷はPC-9821専用ソフトを自社で出すのにはリスクがあったため、他社へのライセンス提供という体制をとったと述べている。
マティエ＝アルツェールという星系で展開される完全新規ストーリーだが、その内容はSuper Schwarzscildと似通っている部分が非常に多い。台湾と韓国でも発売された。後に1997年Microsoft Windows 95用にScwarzschild EX+というタイトルで移植される。変更点は新規司令官の追加・秘書の顔の変更等。

#### Schwarzschild GX 錆びた蒼星
1997年に発売された外伝シリーズ2作目。シュヴァルツシルト銀河の辺境にあるヴァレンティア星系が舞台となる。今作では「女王」という倒すべきラスボスが最初から設定されており、ストーリー序盤から積極的に登場してくる。また、『EX』ではほとんど活用されなかった外交が重視され、外交を全く行わないと大半の国家と戦闘状態となる。最大の特徴として、これまで主人公を散々苦しめてきたクラーリンの異生艦をプレイヤーが使う事が可能になり、終盤の選択肢でエンディングが変わるマルチエンディング方式が初めて採用された。1998年に『 Schwarzschild GXR 時現の遺人』というタイトルでWindows用に移植された時は、単純な移植に留まらずに『GX』では謎のままであった「女王」の末路とレインローグが帝国となって周辺を征服していく事になる切っ掛けが描かれた。また、『III』ではおまけとして扱われた全国家征服を目的とした「覇王ルート」も正式に用意されている。

#### Schwarzschild WING
1998年11月27日に発売された外伝シリーズ3作目。外伝と正伝を融合させるというコンセプトの元開発された。複数のキャラクターの中から主人公を選択することができる「マルチ・ビュー・シナリオ」が特徴。シナリオシミュレーションの欠点としてプレイヤーの自由度が低いことが挙げられるが、それを緩和するシステムであると言える。当初本作は従来のシリーズと同様プレイヤーの選択できる国家は一つだったのだが開発スケジュールの途中にマルチ・ビュー・シナリオが導入される。急な仕様変更を受けて本作は中々の難産となった事が公式サイトで明かされている。また、外伝と正伝との融合は実現されておらず、このコンセプトは『WING2』に先送りされることとなった。
3人の主人公のエンディングは以下の通りであり、フロレス編が正規ルートとして扱われている一方、『W』最大の敵であるマザークラーリンとの戦闘は存在しない。
フロレス編
フロレスとクラウディアは両想いとなり、共に手を取ってハインツを倒し、その後に結婚して星域を共同で治めている。
クラウディア編
クラウディアはフロレスに片思いをしていたものの、当のフロレスはローゼンボルグ星域の支配者ザウアー・グラウチアの娘、皇女シルビアに想いを寄せていた。そのうえ、クラウディアは謀略によってフロレスに手をかけてしまった。
ハインツ編
ハインツは腹心であったホルヘ・バラッサに、旧体制の最後の残滓である自分自身を討たせることで、ローゼンボルグの再統一を完遂させた。

#### Schwarzschild WING2
1999年7月30日に発売された外伝シリーズ4作目。前作『WING』とはシナリオ的には全く関係がない。中央列強と辺境の狭間に存在するエリクシオン星系を舞台にした動乱を扱う。ステージ制となっており、ステージごとに主人公が変わっていく特殊なシステムになっているが、これによりエリクシオンが置かれた状況を多面的に理解することができる。メイン主人公は就任したばかりの少女元首だが、ステージ3ではエリクシオンに侵攻してきたレインローグ帝国軍（GXRのプレーヤー担当国）の司令官が主人公である。

#### Schwarzschild X（ザイファ）新たなる光輝
1999年12月17日に発売された外伝シリーズ5作目。『WING3』というタイトルで開発されていたが発売に際し『X』と改題される。WINGシリーズが持っていた複数の主人公が登場するという要素は無くなったが、それ以上に大きな改革の行われた作品である。システム面では全体マップが以前のシリーズで利用されていた平面宇宙図から星間チャートと呼ばれるネットワーク・トポロジーを連想させるものへと変更された。また、システムとしての亜空間移動は廃止されている。ストーリー面においても今までのシリーズで名前のみが明かされていた巨大勢力である「八強国」のうちの一つが舞台となる、シリーズを通して登場していた「クラーリン」と呼ばれる存在の謎が解き明かされる等のエポックな内容となった。その一方で、システム・シナリオ両面においてやや残念な箇所の残る作品となっており、プロデューサーも後のインタビューでXにおける設定へ不満をこぼしている。

#### Schwarzschild Z 最後の遺産
2000年に発売された外伝シリーズ6作目。アルファベットの最後の文字であるZを付与されている事や「最後の遺産」というサブタイトルからシリーズの最終作では、という噂が立った（それを狙った販売戦略であるとも言える）。シリーズの人気キャラクターであるエグザス・グラフトを主人公に配している。舞台となる宙域は銀河辺境に当たるセプテネス星系で、プレイヤー国は最小国であるメンブルグ。ゲームシステムはXのそれに外交要素を付与し、限定的ながら亜空間移動を復活させたものとなっている。

#### Schwarzschild N 未来への胎動
2001年8月3日に発売された外伝シリーズ7作目。『W2』の舞台だったエリクシオン星系の10年後にストーリー開始時期をとり、『W2』のキャラクター達が多数登場しつつ、『X』からの流れを継承する形で作られた作品。数百から数万隻単位での艦隊戦が続いた『X』や『Z』から一転して『W』、『W2』における3隻1艦隊に艦隊戦のシステムは戻されており、また戦略マップもネットワーク・トポロジーのような『X』、『Z』のものからクォータービューの星域マップになった。『GX』（『GXR』）や『EX』（『＋』）との繋がりも描かれた他、シリーズ作品でも大きな要素の一つ「光の戦士」たちの集結を感じさせる話になってはいるが、『GX』や『W2』からの流れをある意味裏切った展開にもなっている。
評価
Game Watchの駒沢 丈治は、まだプレイの途中なので安易な評価は避けるとしたうえで、質の高いストラテジーだと評価している一方、全体マップが窮屈で見づらかったと指摘している。

#### Schwarzschild F 光の邂逅
2002年2月8日に発売された外伝シリーズ8作目。クレア=ヤングリーフが主人公であると同時に、『I』から『IV』までのキャラクターも登場する。舞台は八強国のうち2つ「ミケーネ公国」「ポリックス共和国」となっている。戦略マップもネットワーク・トポロジー的に各星系のつながりを示し、個別の星系に入ると通常のシミュレーションゲームによく見られるヘックスタイプの戦術マップになりり、1隻ないし空母から発艦するタイプの航宙機をコマとして隣接すると戦闘となる方式に変更されている。開始〜中盤までは各強国vs光の戦士の戦いだが、後半は光の戦士vsエグザス・グラフツ側の戦いとなっている。
評価
『シュヴァルツシルトF』について、4Gamer.netの大路政志はゲーム序盤の圧倒的優勢さから一気に苦境に立たされた第2章という流れから、チュートリアルとゲーム導入部がうまくかみ合っていると評価した。

### その他

#### Super Schwarzschild
1991年12月6日にPCエンジンCD-ROM2用ソフトとしてリリースされる。CD-ROM2の特徴を生かしたアニメーションシーンやCD-DAによるBGMが特徴。
正伝シリーズである『Schwarzschild II』のリメイク作であるが、さまざまな変更が加えられている。ストーリー面においてはかなりヒロイックにアレンジされており、またシステム面においてはかなり単純化されており難易度も低下している。しかしながら追加要素も備えており、艦隊司令官の存在や戦艦のチューニング等、後のシリーズでも採用される新要素を含む意欲的な作品でもあった。
メガCDにも『MEGA Schwarzschild』というタイトルで移植された。『Super Schwarzschild』に比べ大きく刷新されたリアルタイム制の艦隊戦システムが特徴で、PC版をベースにしたシナリオにアニメーション映像や声優を起用したデモシーンが追加されているほか、メガCD版では独自となるリアルタイムで行われる艦隊戦＆要塞戦は戦闘開始と同時に艦隊が展開し、指揮官が指令を出すまでの流れや、フォーメーション変更によって戦況が劇的に変わる演出などが組み込まれている。

#### Super Schwarzschild II
1992年12月4日に発売された『Super Schwarzschild』の続編となるタイトル。前作とは違い正伝シリーズのアレンジ移植ではなく、完全なオリジナル作品となっている。プラットフォームはPCエンジンSUPER CD-ROM2へと変更されている。システムは前作の延長線上にあるもののやや複雑化している。艦種に空母やステルス機能を持つ戦艦が追加されるなど後のシリーズに採用される要素も多い。
サウンドは当時工画堂スタジオに所属していた齋藤博人が手掛けた。齋藤は2018年7月11日のトークショー「RIKI 8BIT NIGHT！」の中で、当時のムービー用音源の編集方法について「セリフの入ったテープをダビングしながら、それに合わせて効果音を手動で一つ一つ鳴らしていく」というものであり、2日間かけて作業を進めたと振り返っている。

#### エクサレギウス
1998年2月9日にPlayStationでリリースされたタイトル。販売はイマジニア。シュヴァルツシルトの名前は与えられていないがシリーズ作品であることをアピールする販売戦略が採られた。宗教や兵器メーカー名など、シュヴァルツシルトと関連した固有名詞がいくつか出てくるものの、エクサレギウスはシュヴァルツシルトのストーリーから遠い未来の話であり直接的な繋がりはない。本作品の主人公は他作品のような国家元首ではなく、一介のトレジャーハンターである。そのため内政的な要素は一切無く、稼いだ金銭で新しいパーツを購入するロールプレイングゲームのようなゲームデザインとなっている。
主な登場人物
ジン
声 - 真殿光昭
物語の主人公。「人生あきらめたら負けである」を信条に、損得勘定抜きで心の命ずるままに行動してしまう。20歳。オックスビル家の財宝を求めて宇宙をさまよううちにランディと出会う。
ハーディ
声 - 坪井智浩
ジンの相棒の20歳。普段は昼行灯だが、軟派な仮面の下には冷静な計算が宿っている。ジンの良き理解者であり、暴走しがちなチームの調停役を務めている。
タム
声 - 山田美穂
ジンの弟分でトレジャーハンター見習いの15歳の少年。スラムで働いていたところをジンに拾われた。ファーの事が気になっている。
ファー
声 - 氷上恭子
モエラへの途上、ジンやランディらに助けを求めてくる。明るく礼儀正しい14歳。
ランディ
声 - 田中敦子
姉御肌の宇宙海賊。ジンらと同様にオックスビルの財宝を追い求めている。意地っ張りではあるが根は優しく、サバサバした27歳。
ウォルダム
声 - 大塚明夫
作品の主な舞台となる東銀河帝国の皇帝。38歳。皇帝という地位にいるが、豪快で理知的でとっつきやすい人柄で人望もあり、国民の人気も高い。ジンたちを気に入り色々便宜を図る他、自らも艦隊司令として腹心の部下2名と共にサイエス教団との決戦に赴く胆力も併せ持つ。なお、主人公艦隊のメンバー、テンファ(声 - 星野充昭)の腹違いの弟である。
エリオス(サハ16世)
声 - 高木渉
サイエス教団の法王で、作中で様々な策を巡らせている、本作の黒幕にして最終ボス。主人公らの艦隊に敗北した後、子飼いのグラネコ(声 - 秋元羊介)の手にかかり、惨めな最期を迎えることになる。

##### 評価（エクサレギウス）
『エクサレギウス』は『電撃PlayStation』ソフトレビューでは60、55の115点。レビュアーはカメラワークや登場人物や戦艦などのビジュアルを賞賛した。
その一方で、マップの狭さや、戦闘も理解すれば単なるジャンケンシステムでオート進行なため物足りず相手の弱点を突くことすらできない、勝利条件が全滅ばかりでワンパターン、武装を変えてもどう変化したのか見た目で分かりにくいがファンなら楽しめるかもしれないとした。

## 主な登場人物
アーリーオル・マーカスト
声 - 掛川裕彦
『SUPER Schwarzschild』に登場。オーラクルムの友好国ラターニアの国家元首。侵略行為を非常に嫌い、民主的な国の在り方を信奉しており、体裁上は帝国でありながら民主的な政治のオーラクルムとはその縁で友好を結んでいた。外見はアルシオンらとは異なるが、ラターニアは科学技術が進んだ国であるとされ、様々な局面で陰に日向にオーラクルムを支援する、アルシオンにとって盟友のような存在。
アデル・ロックフォード
声 - 『W2』岩男潤子、『N』篠原恵美
『Schwarzschild W2』の主人公の1人。星暦4007 - ？。
エリクシオン星系の一大勢力であるNTU（ナゴウム条約連盟）の総帥令嬢だったが、父アーサー＝ロックフォードがテロにより再起不能の障害を負ったことで総帥の座をわずか15歳で継承する。当初は線が細く、国家の指導者としてはいかにも不釣合いに見え、また自分自身でもそう感じてはいたが、アレック・ハンや首席秘書官ナタリー・ロスらの補佐もあり、徐々に指導者としての力量を身に付け、最終的には元来のNTUの枠をも超えてエリクシオン全体の統一へと関わっていく。
同じエリクシオンの古い国家であるゲマーゼルのボージュド二世の光の矢を継承した光の戦士であり、彼女は特にその天賦の交渉人としての才覚から「光の裁定者」の名で呼ばれることとなる。
『N』では紆余曲折の末に真王軍へと加入。後の作品となる『F』では「光の裁定者」としての力量を振るうこととなる。
アラン・カーク
『SUPER Schwarzschild』と『SUPER Schwarzschild II』に登場。元オーラクルム軍人で、惑星調査隊に志願するため退役した、アルシオン曰く「変わり者」。ソマリ大戦の報を聞いてかけつけオーラクルム軍准将・第4艦隊司令官として現役に復帰し、ソマリ大戦を戦い抜く。
大戦終結後はアルシオンの指示により形式上オーラクルム軍を除隊、イストラムーに渡り、サンデッカーの下で秘密裏にレムリア王家の後継者探しを手伝っていた。そしてライアンがレムリア19世として即位すると彼の下に馳せ参じ、イストラムー統合軍・第3艦隊司令官に就任した。口は悪くいかつい外見の持ち主だが、何かと頼りになる。ソマリ大戦時の旗艦は「ルフィアン」、イストラムー統合軍では「ディバーグ」→「アルシオン」。
アルシオン・オーラクルム
声 - 古川登志夫
『SUPER Schwarzschild』の主人公。オーラクルム国皇太子だったが、先王の暗殺により急遽留学先のイストラムーより帰国、国王として即位する。自身は領土拡大欲が強くないものの、振りかかる火の粉を払う形で勢力図を広げていく。周辺国家との協力によりエスパニアン皇帝エグザシオ・グラフツゥラーと彼が呼び出したクラーリンに打ち勝つ。
強いリーダーシップを発揮するタイプではないが思慮深い国王である。生来のものか、あるいはクーデターで父親を失った経験からかやや陰があり、自虐的とも取れる発言をすることもある。
一方で、柔軟な思考の持ち主でもあり、『SUPER Schwarzschild II』においても、直接の登場はないが、登録上は罷免した形の部下（アラン・カーク）にレムリア19世＝ライアン・ノゥビルへの助力をさせ、陰ながらに支援を行っている。
アリサ・メリーランド
声 - 友永朱音
『Ｆ』に登場。クレア・ヤングリーフの副官。
アレック・ハン
声 - 『W2』高木渉、『N』置鮎龍太郎
銀河八強国に隣接するエリクシオン星系の一大勢力NTU（ナゴウム条約連盟）の宇宙軍の軍人。
茶目っ気の多い性格であり、それゆえに一部を除いた政府・軍の高官からは猜疑の目で見られる事もあるが、能力は高く『W2』時はアデルの次席補佐官兼艦隊司令として連盟軍のまとめ役を務め、後にナタリーが生死不明となってからは首席補佐官となり彼女をサポートした。一連の騒乱が終結してからは、銀河中央部の脅威に対抗すべく旧態依然とした連盟軍の人事をかなり強引な手腕で刷新し、結果的に連盟軍の主流派であった宇宙市民社会出身者から相当の怨恨を受ける事になり、その後は全ての責任をとって下野し、惑星開拓に従事していた。
『N』ではレインローグ帝国の襲来に伴い、アデルによって強引に軍へ復帰させられ、ほぼ麾下の一軍のみでレインローグ帝国との講和を成立させ、その後のランパート連邦残党との戦闘も辛うじて生きのびると、アデル出奔後NTUの総裁代理となり、さらに『F』では隠しキャラクターとしても登場した。
本質的には軍人より政治家であり、学生時代の恩師である連盟議会議長のデービッド・ダグラスには「アデル以上の天才」と称されるも、アレック自身は「天才を使いこなす者も天才」と言い、あえてアデルのための盾たらんとしようとした節がある。
アレフ・フェリエール
声 - 森久保祥太郎
『X』の主人公。銀河八強国の一つランパート連邦に加盟するカロン国の元首スコールズ・フェリエールの息子。連邦統括区がカロン国内で人々を攫い非人道的な実験を行なっているのを知りながら連邦に対し従順であろうとする父への反発心と純粋な正義感から、有能な若手の軍人たちと共にカロンを離脱、カロン解放軍を立ち上げ連邦の強圧的なやり方に反旗を翻す。
当初は単に連邦の行いに対する反対意思を示すための戦いであったが、それが徐々に連邦そのものや連邦に加盟する国家との争いとなり、ついにはクラーリン、ライブラリーといった銀河の運命を握る様々な要素も絡んで、結果的に彼はランパート連邦そのものの崩壊を導いてしまう。
彼自身、実は108人目の、つまりシュヴァルツシルト世界における重要な因子である「光の戦士」であり、最後に確認された要素である。当初彼は自分が光の戦士であることを否定し、無意味に苦しめられる人々のために戦うことを己に課し、また公言し続けた。
だが、最後には暴走したクラーリンを止めるため、守ろうとしたアウグース族の少女サラサを犠牲にせざるを得なかった事から、「上に立って導く」という真王クレアの有り様に疑問を投げかけ、真王軍に加わることなくエリクシオン星系へと旅立ち、その後シリーズ作品には登場していない。
アンジェ・キミハラ
声 - 幡宮かのこ
『W2』に登場。クライフ・ヘリケルザムの片腕であり、恋人でもある有能な女性士官。艦隊司令としても活躍する。
イアン・ハルナリオーク
『SUPER Schwarzschild II』に登場。イストラムーの地方領、ハルナリオーク太守の息子。物語の途中で、ライアンの下へ増援艦隊の司令官として派遣され、イストラムー統合軍・第4艦隊司令に就任する。母の戦死を目の当たりにし取り乱すも、カークの叱咤で自分を取り戻し、その後の戦乱を戦い抜いた。旗艦は「ハルナリー」。
イルヘルム・スタイ二ツ
声 - 秋元羊介
『W2』と『N』に登場。元はゲマーゼル王国の艦隊司令で、ナゴウム条約連盟軍にレンタルされる指揮官の一人。『N』ではNTU軍の重鎮となっており、開始時点では予備役だったのだがハンの現場復帰に合わせ、彼のお目付け役として現役に復帰させられる。最初から最後まで使える唯一の艦隊指揮官であり、ハンの良き理解者。ハンも『ミスタ・スタイ二ツ』と敬意を込めて呼んでいる。
イワン・ツェーゲ
『W』に登場。クラーリンの表皮を利用した「生体装甲艦」の技術、および強制的にどこでもジャンプ可能にする技術をボルジーブのハインツ・グライフスを初めとする帝国に反乱を起こしている3カ国に提供しようとするが、ハインツ以外には拒否される。
その最終目的は、かつてクラーリンの脅威を除くためにクラーリンと共に異次元に隔離されてしまった母星・アウグースを元に戻し、「彼女」マザー・クラーリンを復活させる復讐であった。本人もその復讐の一部としてボルジーブの一部の星を反乱で乗っ取ったが、ハインツにより討伐され、行方をくらます。
『X』に登場したサラサ・ツェーゲの父親であるが、そこでは流浪の最中に人類に疎まれ殺されたと描かれている。
　なお、『X』ではアウグース族は耳長（ネコミミ）が特徴なのだが、イワンは常に帽子を被っていて耳がどうなっているのかは見えない。
エグザス・グラフト／エグザシオ・グラフツゥラー
声 - 『SUPER』家弓家正、『Z』小杉十郎太、『F』置鮎龍太郎
パーシオン共和国の初代首相。当初はやや理想家の面があったが、ガーディナル諸国との戦争やリンシア・マークライトとの戦いを通じて力に傾倒していく。後に帝制に移行したパーシオンの初代皇帝となり、名をエグザシオ・グラフツゥラーと改める。本来なら光の戦士におけるNo.2となる人間であるが、その信条からクレア・ヤングリーフに従うことを良しとせず敵対し、銀河系各地で激戦を繰り広げる。バルディス星系におけるクレア・ヤングリーフとの初戦の後は分割されたライブラリの捜索を行っていた。
メンブルク王国を乗っ取った際には「黒衣の宰相」と呼ばれたが、単に黒い衣服を身に付けていただけであって彼は宗教家ではない。一方でスーパーシュヴァルツシルトではかなり独裁的・独善的な面を見せており、自身を神に例えるような発言もしている。
エバ4世
声 - 山口由里子
『GX』に登場。ヴァレンティア星系最大国のエバ絶対皇国を支配する。本来は聡明な女性であり、賢帝となりうる素質を持っていたが、自らを「暴君」として恐怖政治を行うようになり、周辺諸国を強大な軍事力によって押さえ込んでいった。その振る舞いから人々からは「女王」と呼ばれ、畏怖と憎悪を一身に集める。戦争を「ゲーム」と称し、レインローグとイクスランドの反抗ですら退屈凌ぎの遊びと捉えていた。実は機動要塞デスペランをふとした偶然で乗っ取っていた事が後半になって判明し、デスペランから手に入れたライブラリーの断片を利用してクラーリンをヴァレンティア星系に呼び込んだ。
エミリア
声 - 川浪葉子
『SUPER Schwarzschild II』に登場。ベルクファストの副官。戦役終盤で教皇直轄領を警護中に、警護対当の教皇サハ4世の突然の裏切りでトール要塞砲の斉射に巻き込まれ戦死。
エリザベス・ケイン
声 - 川澄綾子
『N』に登場。アレック・ハンの副官。上司であるハンに対しても結構ずけずけと物を言うが、彼に憧れを抱いている。
なお、本来は軍人ではなく、ニューアース級機動要塞の機関部を製造した民間会社からの出向職員である。
カルマード・ハルナリオーク
声 - 関根明子
『SUPER Schwarzschild II』に登場。イストラムーの地方領、ハルナリオークの太守。ライアンに協力し、息子のイアンを艦隊司令官として派遣するが、自らは戦死してしまう。
キャサリン・オーウェン
声 - 中谷ゆみ
『SUPER Schwarzschild II』に登場。愛称はキャシー。レジスタンスリーダーの一人。後にイストラムー正規軍・第2艦隊司令官としてライアンを最後まで支える。旗艦は「エンデバー」→「エンジェル」。
キレニア・セミレチェ
『X』に登場。銀河八強国の一つランパート連邦に属するサン・タクーズ教団の幹部であり、また有能な艦隊司令官。
登場当初は、アウグース族を救助したアレフにライブラリーの引渡しを求めるなど教団側の人物として振舞うが、教団とカロン解放軍が戦闘状態に入り教団を制圧した際、教祖であるアッピア・ファゴットを暗殺するために潜入していたことを明かし、解放軍に加わる。
特徴的な奇異な外見だが、実は光の戦士の一人であり、知己であるらしいモリス・ゴードンには正体を見抜かれた。
その一方で、本人は光の戦士と呼ばれることを嫌っており、また光の戦士としての有り様にとらわれまいとしながらも人々を救うために戦うアレフに対し、どこか真王クレアとは違う王としてのあり方を期待していた節が見られる。
『X』では第一次銀河帝国期にクラーリンの誕生に関与したこと、そしてルカたち四賢者やマスター・イルと同様に転生を繰り返してきたことが明かされた。
クライフ・ジオソード
『EX』『EX＋』の主人公で、マティエ＝アルツェール星団にある、カールレオン皇国の若き皇帝。
クライフ・ヘリケルザム
声 - 高木渉
『W2』『N』に登場。『W2』では主人公の一人として登場している。
レインローグ帝国の高級軍人。平民出身ながら若くして一軍を預かるほどの高位にのぼり、その実力は「至宝」とも称されるが、それ故に軍内での立場は決して強いものとは言えず、『W2』の時は老朽艦を主体とし、士官学校を出たばかりの新米女性司令官だけで構成された偵察目的の軍でエリクシオン星系の占領を命令され、『N』の序盤も全軍の崩壊を避けるためにとった迅速な撤退がかえって他の軍司令官の怒りを買うなど、行動の妥当性と裏腹に（あるいは、だからこそ）不遇な立場に置かれる事が多い。
単に一戦場に留まらず、戦略的な視野でも非常に優秀な軍人だが、同時に忠誠心も相応に持ち合わせているために、思い切って上官、あるいは皇帝であるユーシスの誤謬を指摘するということが少なかった。
それでも『N』のストーリー終盤ではユーシスに対して諫言し、レインローグ帝国とNTUとの交渉決裂を回避した。その結果として帝国から出奔し、NTU陣営に加わってランパート連邦の残党との戦闘を戦い抜いた。
クラウディア・ラーブル
声 - 川上とも子
『W』の主人公の一人で、女性主導の国家ムーティの女王で、フロレスとハインツとは幼馴染。一方で皇女シルビアには嫉妬もあるのか、敵の帝国の娘であることを考えてもやや辛辣に当たる。普段は女王たるべくふさわしい威厳をもって人に接するが、決して頑迷な人物という訳ではなく、親しい人に対しては僅かに年相応の乙女心を覗かせる場面もある。
クリスティナ・ノエルベイカー
声 - 江森浩子
『SUPER Schwarzschild』に登場。オーラクルム統合軍情報部の軍人で、アルシオンの副官兼連絡係。アルシオンからの愛称は「クリス」である。
クレア
声 - 秋元羊介
第二次銀河帝国初代皇帝。星暦3756年 - 3816年。後述のクレア・ヤングリーフと区別するために「始皇帝クレア」と呼ばれることが多い。
高い指揮能力を持ち、約10年続いたレプシトール帝国との第三次星間戦争において直接指揮を取った。
政治面においては銀河帝国の政治体制を、中央集権型から各種族の自治権を強化する「銀河帝国統治分割」という形態への変化を進めた。
遺伝子操作を行っていない純人類であり、延命手術も行わなかったため60歳という若さで死亡。
クレア・ヤングリーフ
声 -『X』高木渉、『F』森川智之
ヤングリーフ公国国王。星暦3938年 - ？。前述の始皇帝クレアが転生した姿である。
その誕生にはいくつかの異聞が残されている。ヤングリーフの王ヤングアイムと女王マリアの間に生まれたとする物、女王マリアから処女懐胎でうまれたことを匂わせるもの、王女マリアが捨てられていたクレアを拾ったとされる物がある。
ウィルソード・ウルカフィ等の国家と協力しバルディス星系の平定を目指す。そのさなかに駆けつけたモリス・ゴードンに真王としての覚醒を促される。
バウストクルツにおけるエグザシオ・グラフツゥラーとの戦いにおいて不完全ながらも覚醒を果たす。以後クレア・ヤングリーフは「始皇帝クレア」を名乗る精神体と肉体を共有することになる。
ウィルソード・ウルカフィとバルディス条約機構を結成、以後は八強国の打倒を目指している。
始皇帝クレアとは異なり前線に立つのを好まず、モリス・ゴードン等部下に委任することが多い。艦隊指揮能力も凡庸である。
サイモン・ゴッドスペル
声 - 石塚運昇
『Z』,『F』に登場。オーバーネストのリーダー。
オーバーネスト内でも最高レベルの艦隊指揮能力を持つと同時に、戦闘用の肉体改造を施している彼個人の戦闘力も非常に高く大立ち回りを演じることもある。一方で高い内政能力・事務能力も備えた才人でもあり、エグザスの秘書官を務めることもある。高圧的で激昂しやすい性格。
戦災孤児だったアリシア・ノマを養育していたが、先立たれてしまう。
ザウアー・グラウチア
『W』に登場。下級貴族からのし上がりローゼンボルグ星域を統一した人物で、「建国王」の異名を持つ。
その一方で、星域内にあるマザークラーリンの封印を維持してきたものの、『W』のストーリー途中で死亡する。
三人の皇子にはいずれも星域を掌握する器量が欠けており、帝国は実質的に彼一代のみだったものの、辛うじて唯一の皇女シルビアにはマザークラーリンを封じる力が継承された。
星域を完全に掌握する段階で最後まで抵抗した三カ国の王位継承者を殺さず人質とした一方、自身のクローンを密かに作っていた。
サハ4世
声 - 家弓家正
『SUPER Schwarzschild II』に登場。ソマリ星系で信仰されているサイエス教団の教皇で、グラフツゥラーと同じくゼオをソマリ星系に呼び出した。非常に独善的かつ高慢な性格で、配下のベルクファストすら駒としてしか見ていなかった。
サラ・ハヴィル
声 - 篠原恵美
『SUPER Schwarzschild II』に登場。アンウィンカ軍大佐。ローザコートに囚われていたが、ステルス艦の情報を持って脱出し、ライアン達に保護される。その後イストラムー正規軍・第5艦隊司令官として戦線に復帰する。保護する際に派遣した指揮官により、彼女の反応が変わる。旗艦は「アンウィンカ」。
ジェイムズ・サンデッカー
声 - 阪脩
『SUPER Schwarzschild』、『SUPER Schwarzschild II』に登場。イストラムー統合軍総司令官。アルシオンがイストラムーに留学していた際、彼の家に逗留し世話をしていた経緯から、アルシオンを実子同様に思っている。イストラムーがエスパニアンに落とされた後は、イストラムー軍事開発局が開発中だった、クラーリンに対抗可能な新型リアクターを欲するアルシオンの依頼に応じる交換条件として、バウマンの後任としてオーラクルム第1艦隊司令官に就任し、クラーリン撃滅を果たす。戦後はイストラムーの暫定元首となるも、ライアンを見つけ出し彼の指揮下に入り、イストラムー正規軍・第1艦隊司令官として戦役を戦い抜く。旗艦は、ソマリ大戦時はバウマンの旗艦名「ハロウズ」を引き継ぎ、イストラムー統合軍時は「アルシス」→「レムリア2」に乗艦する。
ソフィア・ライル
声 - 雪乃五月
『X』に登場。主人公・アレフの副官を務める少女。
ダーヴィッツ・フィッカー
『F』に登場。『W』の主人公の一人、ハインツ・グライフスとメリンダ・フィッカーの間に生まれたとされる遺伝子上の子。アデル・ロックフォードに連れられてきた形で光の戦士に参加した。幼い身なりながらも、技術的なことに関しては天才で、光の戦士側の通信の傍受や乗っ取りをはじめ、暗号化されたエグザス側の新型機の情報を難なく解読したりできる。
タッカー・コウ
『SUPER Schwarzschild』、『SUPER Schwarzschild II』に登場。オーラクルム軍大佐。アルシオンの級友で、戦時特例で少将に特進し、第3艦隊司令として途中から参加する。『II』では中将に昇進しており、戦死したバウマンの後任のオーラクルム軍・第1艦隊司令官としてアルシオンと共に救援として登場する。旗艦は「レパルス」。
チグラン・ペトロシアン
声 - 『W2』石井康嗣、『N』堀内賢雄
『W2』、『N』に登場。元はゲマーゼル王国でボージュドII世の補佐官を務める腹心だったが、主君の命によりアデル・ロックフォードの部下になり、『N』では彼女の首席補佐官としてその辣腕を振るい、時に冷徹な判断を下し彼女を支える、別名「くろがねのペトロシアン」。終盤で艦隊司令としても使える。
ティアラ・ブラウン
声 - 川浪葉子
『SUPER Schwarzschild』に登場。オーラクルムの隣国トリスティアの最高主席。ロッサリアの侵略を受け、トリスティアと運命を共にしようとアルシオンに最後の通信を送るが、その際にアルシオンに説得されオーラクルムに亡命。トリスティア解放戦線の指揮官としてオーラクルム軍と共にトリスティア領を奪還。その後オーラクルムとトリスティアが統合され、新生オーラクルムが誕生した後は、アルシオンに懇願されて、自らの希望もありオーラクルム統合軍中将・第2艦隊司令官に就任、手腕を振るうことになる。
凛とした雰囲気と美貌を持ちながら、普段の物腰は誰に対しても穏やか。高い地位に加え、アルシオンに評価されるほど高い統率力を有しているが、人を威圧するような話し方は一切しない。旗艦「トリスティア」以下、所属艦には全てトリスティアの惑星名が冠せられている。
ディムライア・ベルクファスト
声 - 掛川裕彦
『SUPER Schwarzschild II』に登場。イストラムー9つの太守領であるローザコートの領主。サハ4世に唆され、イストラムー統一の名を借りたゼオ復活の片棒を担がせられてしまう。
ネイハム・ブレットローズ
時の皇帝グライムス・ブレットローズの子息の1人。レプシトールとの戦争で活躍した実に加え高い皇位継承権を持っているものの、母方の血筋のため次期皇帝の座からは遠いとされている。
ハインツ・グライフス
声 - 中村秀利
『W』の主人公の一人。ローゼンボルグ星域において、最も反グラウチア帝国の気質が根深いボルジーブ国の王位継承者。直接的に言及こそされないが、帝国皇帝ザウアーの実子。
皇帝ザウアーからは、三人の皇子よりも星域と帝国を継ぐ資格があると期待されたが、ハインツ自身に帝国を継承する気はなく、むしろザウアーによってつくられた星域の古い秩序を一度全て破壊すべきだとの考えから、あえて策を講じてトリトーネやムーティを強国へと鍛え上げ、星域を真に治めるべき者を決しようとした。
目的のためには手段を選ばない容赦のない性格であり、優れた戦略眼の所有者だったが、そうした自らのこだわりを優先する余りに、フロレス編やクラウディア編では確保できたはずの戦略的優位を放棄してしまっている面がある。
後Fに登場するダーヴィッツ・フィッカーの遺伝上の父であり、光の戦士だとされるが、作中では覚醒したことを察するのは難しく、時折口にする「自分には時間がない」といった主旨の発言から、覚醒はしていたものの、光の戦士としての有り方に反発していたと考えることも出来るが、真偽の程は不明。
『W2』や『N』以降の公式ストーリーでは帯同したフロレスとクラウディアにより倒されたということになっている。
パトリシア
声 - 江森浩子
『SUPER Schwarzschild II』に登場。イストラムー統合軍中尉。ライアンの副官を務め、彼からは『パティ』と呼ばれる。
ファビオス
声 - 風間信彦
『SUPER Schwarzschild II』に登場。イストラムー共和軍（ERA）のリーダー。序盤でライアンを裏切りベルクファストに降るが、その後は登場しない。
フローリア・チャーチワード
声 - 長沢美樹
『Z』に登場。プレイヤー国であるメンブルグの女王（一部で王女と表現されている）。
10年前の軍のクーデターで父である王が排除された際、首長に祭り上げられた飾りのものの女王であり、自分でもそう諦めている。
だが、年少ながらのその際の対応から、周囲の者たち（お付きの女官や首相などをはじめ、各国の元首なども）からは統治者としての資質を買われ、期待されている。
エグザスとその仲間たちの行動と共に、その中で誘拐されたり利用されたりしながら、良くは理解できない真王による併合より、独立して自分の力で生きていくことを望むセプテネス星系の国々の、そして自分のために精一杯抗う。
フロレス・ファノヴァール
声 - 上田祐司
『W』の主人公の一人で、ローゼンボルグ星域の一角にあるトリトーネ国の王位継承者。
正義感が強く、君主としては公明正大で充分な力量を持っているが、一方でやや理想主義的な面や、同じグラウチア帝国の人質という境遇であったクラウディアやハインツとの友誼にこだわる部分も強く、現実とそれらとの狭間で葛藤することも多かった。
陰謀・謀略の類を嫌い、それゆえに帝国の皇女シルビアを人質に取られて友好国たるムーティとあえて戦わざるを得なくなると言ったこともあり、人間的な未熟さ（あるいは、正道であることへの執着）をのぞかせることも。
『X』以降では、クラウディアと帯同してハインツを倒し、その後は彼女と結婚してローゼンボルグ星域を治めているということになっている。
ボージュドII世
声 - 大塚明夫
『W2』に登場。主人公の一人として、またストーリー後半では優秀な艦隊司令官としても活躍した。エリクシオン星系の古い国家であるゲマーゼル王国の元首。
かつてバルディス星系に観戦武官として留学していたという経緯の持ち主であり、後付け的な設定ながら真王クレア・ヤングリーフの覚醒に立ち会ったとされている。
『W2』当時の星暦4022年現在、既に相当な高齢で肉体的な衰えはかなりのものだが、『W2』に登場する艦隊司令官の中では群を抜いて高い驚異的な能力を持っている。
また一方ですぐれた戦略眼を有し、エリクシオンの未来のために早くからアデル・ロックフォードを支持、のちにNTU軍の戦略を支える機動戦闘コロニーの建造や「ゲマーゼルの詰襟組」と後に称される優秀な家臣団を育成する。
実は光の戦士であり、『W2』ストーリー終盤にて死去するも、その光の矢はアデルに引き継がれ、彼女は「光の裁定者」として覚醒することとなる。
マスター・イル
元エリクシオン星系のライブラリー封印守。出自や過去の経歴は不明だが推定年齢は星暦4040年の時点で300歳以上であり、第一次銀河帝国滅亡前後に生を受けたこととなる。
以降はエグザス・グラフトに協力している。
メリンダ・フィッカー
声 - 豊嶋真千子
『W』に登場。妖艶な雰囲気を持つスタイル抜群の美女。実力も高く、ハインツの片腕であり優秀な艦隊司令で、武知共に切れる。ハインツを最も理解する人物で、彼と人生を共にする。
　『X』ではエウシュリーと攻守同盟を結ぶと司令官として派遣されてくる。
モリス・ゴードン
声 - 梁田清之　、『X』大塚明夫
元ランパート連邦の情報局長。『IV』ではランパート連邦からライブラリを奪い、クレア・ヤングリーフの元に最初に駆けつけた光の戦士となる。その後軍のNo.2となって辣腕を振るう。部下に慕われる理想的な上司としての側面を持つ一方で、クレアの代わりに汚れ仕事を引き受けることが多く、また、その言動や行為も非常に高圧的かつ強引な事が多いため、敵対する国家の立場から見れば彼の行動は到底容認できるものではない。
『F』ではエグザス・グラフト一派との戦いにおいて命を落とす。
ユーシス・レインローグ
声 - 堀内賢雄
背徳の星系と呼ばれるヴァレンティア星系を統一した気高い若き王。当初は小国二つの連合国で旗揚げしたが、その後に同盟国が次々と馳せ参じ、圧倒的な力を持った女王の国を打ち破る（女王戦争『GXR』）。
その後、彼は光の戦士として覚醒する事もなく、ラザルスやルカの刷り込んだ野望のヴィジョンに従って銀河中央に打って出る。その最中にクライフ・ジオソードがクラーリン禍から救済したマティエ＝アルツェール星団に侵攻し、これに逆転勝利を収め併合してしまう。
マティエ＝アルツェールを橋頭堡とすると、ランパートによる侵攻を退けたアデル・ロックフォードを首魁と立てるエリクシオン星系に侵攻するが作戦は頓挫。最終的には和約を結ぶ事となる（『W2』,『N』）。
結局、独力による八強国との対決は不可能と判断したユーシスはクレア真王軍の傘下に入り、ユーシスはクレア軍の武将として活躍する事になる（『F』）。
ライアン・ノゥビル
声 - 堀秀行
『SUPER Schwarzschild II』の主人公。イストラムー解放機構の若き指導者。ベルクファストのクーデターに反抗して、イストラムー辺境にある旧軍事開発局を拠点に、仲間たちと共にレジスタンス活動を繰り広げていた。実はイストラムー王家の正当な血統であり、前王レムリア18世の後継者、レムリア19世として擁立され、ベルクファストに対抗する勢力の旗頭となっていく。乗艦は、イストラムー統合軍総旗艦「ロンディワル」だが、この艦自体は直接戦闘に参加することはない（最終話でライアンはキャシーの艦に搭乗する）。
リンシア・マークライト
光の戦士の一人。エグザス・グラフトの覚醒を促すためにガーディナルに現れるが、力に傾倒していくエグザスをクレアによる銀河帝国の樹立と相容れないものと見做し、彼を亡き者にするべく機動要塞デスペランを稼動させた。エグザス率いるパーシオン共和国との戦いに敗北した後は行方不明となっている。
第一賢者ラザルスが自身をラザルス・マークライトと名乗った際に、それを聞いた第二賢者ペネロピは「マークライト」という名前が不吉だ反応しており、賢者達の間ではリンシアの評判は良くない。その遺体はデスペランの深奥に安置され、時にエグザスがそこで物思いに耽っている場面が描写されている。
ルカ
声 - 『W2』雪乃五月、『III TRUTH』萩原えみこ
学者集団・四賢者の一員であり、第四賢者、あるいは議長などと呼ばれている。他メンバーと同様に「多次元統計学」という独自の学問により未来予知に近い能力を有しているが、ルカ自身の目的は謎に包まれている。なお、この名前は「女王」エバ四世の幼名であり、現在の身体はエバ四世の細胞から複製されたものである。元々の人物は「屈強な体躯を持つ男性」だとゲーム内での他の賢者の発言にある。
レムリア18世
『SUPER Schwarzschild』に登場。イストラムー国王。賢王としてイストラムーを治め、国民から絶大な支持を受けていた。ソマリ星系の平和を心から願っていたが、ソマリ大戦でエスパニアンの手に落ち処刑されてしまう。
レビユ・アメジスト
声 - 『SUPER』吉田理保子、『メガ』山口奈々
『SUPER Schwarzschild』に登場。全人口の8割が女性という国家、ワルキリュアの国家元首（皇帝）。会戦後しばらくは中立国としての立場を保っていたが、国内の保守派を押さえ込む形でオーラクルム陣営に協力してくれることになる。
ロバート・バウマン
声 - 佐藤正治
『SUPER Schwarzschild』に登場。オーラクルム宇宙軍少将。星暦3960年の時点で第1艦隊司令官を務めていた。クーデター時にオーラクルムが保有していた3艦隊の中で唯一反乱軍側に与しなかった艦隊司令である。旗艦は「ハロウズ」。
エスパニアンの討伐後、惑星アラゴンでの監視任務中に突如として出現した宇宙要塞ゼオから現れたクラーリン艦隊による襲撃を受ける。やむなく交戦するものの当時のオーラクルム宇宙軍の戦力水準を大幅に上回るクラーリン艦隊に圧倒され、作戦行動中行方不明となる。交戦中にアルシオンにクラーリンの脅威と対策の必要性を伝えたが、これが彼の事実上の遺言となった。彼との通信途絶後、珍しく言葉を荒らげるアルシオンを見ることが出来る。
『エクサレギウス』では、彼の名を冠する「バウマンホール」というワームホールがステージとして登場する。

## 用語
アースマン
太陽系第三惑星地球におけるホモ・サピエンスを起源とする種族。アースマンにはホモ・サピエンスそのままの遺伝情報を保っている純人類と、宇宙に適応するために遺伝子組換えを行った新人類（スペースピープル）が存在する。新人類は純人類に比べ宇宙に適した体型をもつだけでなく知性・容姿の面でも優れ寿命も30年ほど長い。しかし遺伝子組み換えに対する生命倫理的な批判や純人類側からのルサンチマンなどにより被差別対象となっており、要職に就くのは難しいとされている。
アースマンは幾度か滅亡の危機を迎えながらも銀河帝国という大勢力を築き上げる。銀河帝国の勢力圏の異星人からは尊敬を受ける一方で、強引な併合に対する恨みを買っている事もある。
アースマンの母星である地球は乱開発が進んだ結果荒廃してしまい、彼らに見捨てられた。地球はアースマンからはその名前以外忘れられた存在となっている。
アヒカール
『W2』および『N』に登場する機動要塞で、ランパート連邦で建造された。凶悪なまでの火力と鉄壁の防衛システムを有している。いずれも艦隊を編成しての正面攻撃では全く太刀打ち出来ず、条件を満たしてイベントを発生させる事でようやく破壊する事が出来る。
クラーリン
作品によってやや扱いは違うものの、戦艦以上の大きさと宇宙空間の巡航能力を持った生命体であることは共通している。
『イントラーダ』
星暦3843年におけるレプシトール帝国の第三次侵攻で第二銀河帝国内で広く知れ渡るようになった存在。レプシトール帝国の先兵部隊であり銀河帝国3代目皇帝ハンソンはクラーリンとの戦いで戦死する。以前始皇帝クレアの父であるササビーと交戦した事がある。
『I』『II』
惑星を人間の住めない物へと変えてしまう異次元化能力を持っている（ゲームシステム的には彼らに占領された惑星は取り返せない）。中にはパピルスと呼ばれる繊維状生命体が存在して、何らかの役割を果たしている。
『II』のリメイクである『SUPER』では、エグザシオ・グラフツゥラーが運用しているという設定であり、『II』とは異なり異次元化能力は有していないものの、通信機器を機能不全に陥れる細菌兵器を持っている。
『III』
名前のみ登場する。エルバイブ帝国が兵器として研究していたが、後に裂空域の暴走を引き起こしてしまう。
『IV』
封印星域バウストクルツにおいて封印されていた存在。エグザス・グラフトによって開放される。防御衛星の役割を果たすものもいる。
『EX』
異次元化能力があるものの亜空間移動に制限がある。
『GX』
精神力を消費し召喚することが出来る存在。召喚者によって性質・能力が変化する。
『W』『X』
アウグースという種族が召喚できる存在。もともとは始皇帝クレアが宇宙中の情報を集めてライブラリに還元するために生み出した。
『Z』『F』
エグザス・グラフトの切り札の一つだが、使用するとクレア・ヤングリーフ達に探知されるため普段は封印している。
『V』
レプシトール偵察軍が運用する戦艦。
ゼオ
クラーリンの本拠地とも言うべき宇宙要塞。シリーズによって形状や性質が異なるが、概ね惑星サイズの大きさを持ち、内部でクラーリン宇宙船を生み出している。『I』と『II』ではこの要塞を破壊する事が最終目的だが、『EX』では破壊する事が出来ずに異次元に放逐するのみに留まっている。
『GXR』では、『GX』には無かった新たに追加されたシナリオにも登場。ハイパースペースに存在するデスペランの周囲を固めるように多数配備され、要塞という拠点分類上の扱いから攻撃・防御ともに非常に優れているが、その時点では自軍の艦船も多くがクラーリンとなっているため大して脅威には感じられないというパワーインフレが起きた。なお、この際のゼオは通常の惑星と同じ扱いであるため、制圧すると自軍側の拠点としても運用可能だが、敵もやはりクラーリンで攻めてくるためゼオ単体での防戦には難があった。
デスペラン
エグザシオ・グラフツゥラーが本拠地としている機動要塞。
元は、第一次銀河帝国末期に建造された対敵対勢力用の機動要塞だったが、ブルーインヴァルドで勃発した内乱中に叛乱軍によって奪取された（『シュヴァルツシルトV・真皇誕生』）。ゲームとしての初出は『シュヴァルツシルトIII・惑星デスペラン』。ガーディナル星系内に建国したプレイヤー国家パーシオンに対して、最終的に敵対することになるクヌーダ帝国の主星デスペランが、あるきっかけで本来の姿を取り戻すとこの要塞が出現し、パーシオンに向けて落下してくる。
以降、エグザシオ・グラフツゥラーと変名した『III』の主人公エグザス・グラフト指揮下の機動要塞として、クラーリン異生艦の母艦として、あるいは主人公であるエグザスの勢力本拠地としてシリーズ作品の多くに登場、ほぼ全ての場合において通常の艦隊攻撃で破壊する事は不可能であり、特定の条件を満たすことで発生するイベントを経なければ撃退できない。
八強国
始皇帝クレアが打ち立てた第2次銀河帝国が分裂した事で形成された「ランパート連邦」「ポリックス共和国」「ミケーネ公国」「ドノバン民主共和国」「メイム皇国」「オットリット候国」「ユーホイニ共和国」「プリシア連合国」の8つの大国であり、様々な星団や星系に干渉してきた。第1次および第2次銀河帝国時代のライブラリーをそれぞれ保有しており、自らが収集してきた知識や技術を蓄えつつ、他国が持つライブラリーを狙って紛争や抗争を繰り返している。『F』の時点でランパート、ポリックス、ミケーネが真王軍によって滅ぼされて併合されている。
光の戦士
アースマンの宇宙進出以前から地球に伝わる伝説で、「アースマン全体が滅亡の危機に瀕した時、光の戦士と呼ばれる存在が転生を果たしアースマンを救う」という救世主思想の一種である。
光の戦士には能力の高い人材が多いが、彼らはアースマンの限界を超えた特別な能力を持っているわけではない。アースマンの中には光の戦士ではないが光の戦士以上に優秀な人材も稀に存在する。
主な該当者としては、始皇帝クレアおよびその転生体クレア・ヤングリーフや、『I』の主人公、エグザス・グラフトなどがいる。また、クライフ・ジオソードは一時期光の戦士であると設定されていたが後に撤回された。

ライブラリー
人類が体験したあらゆる出来事を蓄積した超巨大データベース。統治に必要不可欠な「秩序」を兼ね備えるため、人類に否定的な異星人でさえもその価値を認めている。また、当時の統治者が功績や計画等を記録させることで、その価値を高めており、第1次銀河帝国の頃には知識の宝庫といえる存在にまでなった。レプシトール帝国との停戦の際には、領宙線を決める審判役として使用されている。
ライブラリーは第1次銀河帝国の崩壊時にかなりの部分が失われたが、第2次銀河帝国がこれを継承し、再び知識の宝庫として価値を高めていく。第2次銀河帝国崩壊後は、八強国それぞれがライブラリーの一部を所有しており、それ以後ライブラリーの存在は、ほんの一握りの人物にしか知らされていない。
分割されたライブラリーは、後に八強国それぞれに存在していた光の戦士達によってコピーされ、統合されている。統合されたライブラリーは、八強国で肥大した情報とあいまって、第1次銀河帝国以来に失われていた技術を蘇らせるという成果をあげている。

## 他作品との関連
シュヴァルツシルトシリーズは『コズミックソルジャー』、『サイキックウォー』と共通の世界観を持っている。また、『火星計画2』にはパワードールシリーズとシュヴァルツシルトシリーズへのリンクがあり、これを重視するならば火星計画・パワードールも同一世界の物語ということになる。ただし、シュヴァルツシルトとパワードールを同一世界の物語と捉えると歴史上の矛盾が生じる。
『火星計画2』、『リトル・ウィッチ パルフェ 〜黒猫印の魔法屋さん〜』、『機装ルーガ』のキャラクターがシュヴァルツシルトにゲストとして登場したことがある。逆に、シュヴァルツシルトのキャラクターであるアハシュエロスがラザルスという偽名で『リトル・ウィッチ パルフェ』に登場する。また、ラザルスは『AS〜エンジェリックセレナーデ』に登場するトレーディングプロマイドの図柄にもなっている。
Deep-Blueシリーズとは、直接的な繋がりはないものの固有名詞レベルの遊びが見られる。Deep-Blueシリーズのトリスティア、エグザシオ皇帝、クラーリンズ、パーシオンなどの名称はシュヴァルツシルトから流用したものであり、Deep-Blueシリーズにおける重要な要素「Eテクノロジー」は、『シュヴァルツシルトV』で最新レベルの技術という意味で使われている。そのほか、工画堂スタジオが開発を手掛けたPC用ゲーム『天と地と』は、本シリーズの初期作品をベースに制作された。